# Mażany

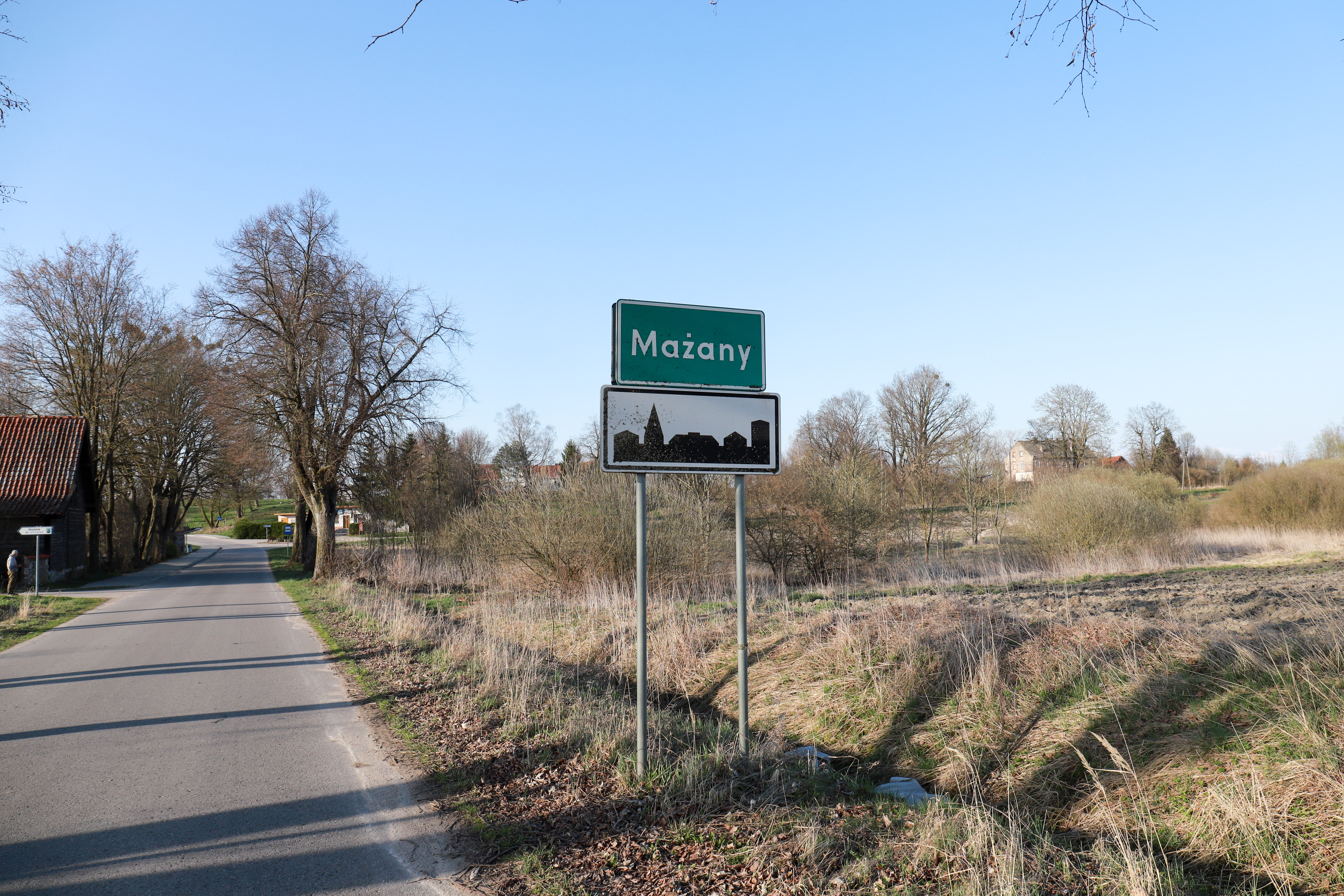
Ortseingang (2023)

Mażany (deutsch Masehnen) ist ein Dorf in der polnischen Woiwodschaft Ermland-Masuren, das zur Landgemeinde Kętrzyn (Rastenburg) im Powiat Kętrzyński (Kreis Rastenburg) gehört.

## Geographische Lage
Mażany liegt im Nordosten der Woiwodschaft Ermland-Masuren, südöstlich des Faulen Sees (polnisch Jezioro Mażański). Die einstige Kreisstadt Angerburg (polnisch Węgorzewo) liegt 20 Kilometer in nordöstlicher Richtung, während die heutige Kreismetropole Kętrzyn (Rastenburg) zehn Kilometer in südwestlicher Richtung entfernt liegt.

## Geschichte
Im Jahr 1392 entstand das Dorf Masehnen, an dessen nordwestlichen Ortsrand 1496 das Gut Masehnen entstand. 1773 wurden in einer besonderen Separation die adligen und köllmischen Hufen geteilt und das Gut sowie das Dorf in eigenständige Verwaltungseinheiten getrennt.
Als im Jahr 1874 der Nachbarort Rosengarten (polnisch Radzieje) Amtsdorf wurde, kamen das Dorf und der Gutsbezirk Masehnen in dessen Amtsbezirk. Er gehörte zum Kreis Angerburg im Regierungsbezirk Gumbinnen der preußischen Provinz Ostpreußen.
292 Einwohner waren 1910 in Masehnen gemeldet, von denen 217 im Dorf und 75 im Gutsbezirk lebten. Im Jahr 1925 betrug die Gesamtzahl der Einwohner 315. Am 30. September 1928 schlossen sich die Landgemeinden Grieslack (polnisch Gryzławki) und Masehnen mit dem Gutsbezirk Masehnen zur neuen Landgemeinde Masehnen zusammen. Die Einwohnerzahl der neugebildeten Verwaltungseinheit belief sich 1933 auf 419 und betrug 1939 noch 375.
1945 wurde Masehnen in Kriegsfolge mit dem gesamten südlichen Ostpreußen an Polen überstellt und erhielt die polnische Namensform „Mażany“. Heute ist der Ort Sitz eines Schulzenamtes (polnisch sołectwo), in das auch die Nachbardörfer Gryzławki (Grieslack), Jankowo (Jankendorf), Parcz (Partsch) und Suchodoły (Friedental) einbezogen sind. Mażany ist ein Ortsteil der Gmina Kętrzyn (Landgemeinde Rastenburg) im Powiat Kętrzyński (Kreis Rastenburg), vor 1998 der Woiwodschaft Olsztyn (Allenstein), seither der Woiwodschaft Ermland-Masuren zugehörig.

## Religionen
Bis 1945 war (Adlig und Köllmisch) Masehnen in die evangelische Kirche Rosengarten in der Kirchenprovinz Ostpreußen der Kirche der Altpreußischen Union sowie in die katholische Kirche St. Katharina in Rastenburg im Bistum Ermland eingepfarrt.
Heute gehört Mażany zur katholischen Christkönigskirche in Radzieje im Bistum Ełk der Römisch-katholischen Kirche in Polen, während die evangelischen Kirchenglieder sich zu den Kirchengemeinden in Węgorzewo (Angerburg) oder Kętrzyn halten, die beide zur Diözese Masuren der Evangelisch-Augsburgischen Kirche in Polen gehören.

## Verkehr
Mażany liegt an einer Nebenstraße, die bei Siniec (Groß Blaustein, 1938 bis 1945 Blaustein) von der polnischen Woiwodschaftsstraße DW 650 abzweigt und über Dolny Siniec nach Jankowo (Jankendorf) nach Parcz (Partsch) führt.
Partsch war einst die nächste Bahnstation von Masehnen an der Bahnstrecke Rastenburg–Angerburg. Der reguläre Betrieb auf dieser Strecke ist eingestellt, nur für Güterverkehr und Tourismus wird sie genutzt.